# 제시인
제시인(齊市人, ? ~ 기원전 175년)은 전한 전기의 제후로, 개국공신 제수의 아들이다.

## 생애
문제 2년(기원전 178년), 제수의 뒤를 이어 평정후(平定侯)에 봉해졌다.
평정제후 4년(기원전 175년)에 죽어 시호를 제(齊)라 하였고, 아들 제응이 작위를 이었다.

## 출전
- 사마천, 《사기》
  - 권19 혜경간후자연표
- 반고, 《한서》
  - 권16 고혜고후문공신표

| 선대 아버지 평정경후 제수 | 전한의 평정후 기원전 178년 ~ 기원전 175년 | 후대 아들 평정공후 제응 |